# 阿蘇爾

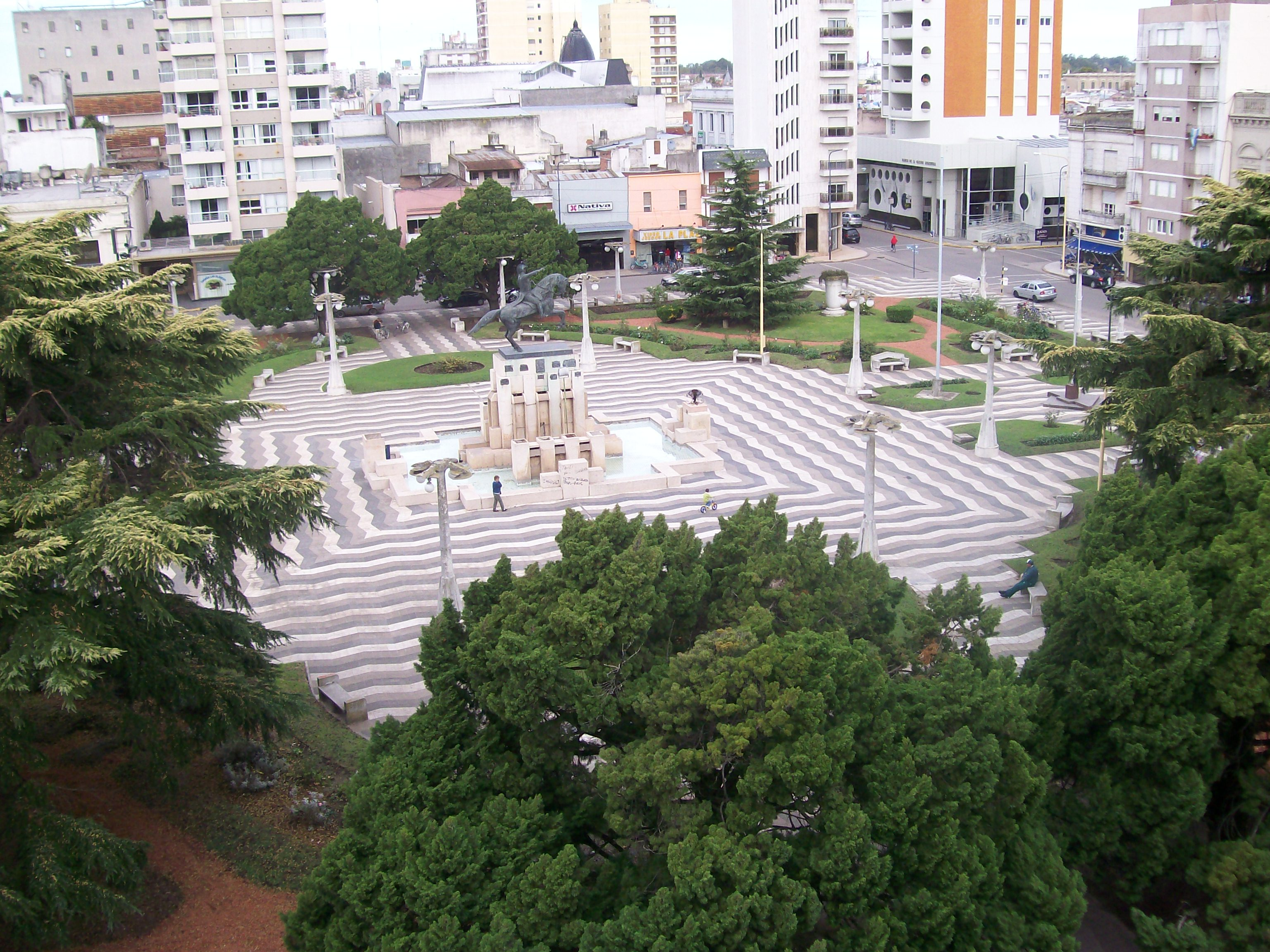
阿蘇爾

阿蘇爾是阿根廷的城市，位於該國東北部，距離首都布宜諾斯艾利斯約300公里，由布宜諾斯艾利斯省負責管轄，海拔高度137米，2001年人口約63,000。

## 外部連結
- Tandilfullchat, Gente zona de Azul Pcia.Bs.As.

36°47′S 59°51′W / 36.783°S 59.850°W